# Янссен, Фамке
Фа́мке Бёмер Я́нссен (нидерл. Famke Beumer Janssen; род. 5 ноября 1964, Амстелвен, Нидерланды) — нидерландская и американская актриса, фотомодель, кинорежиссёр, сценарист и продюсер. Наиболее известна в роли Ксении Онатопп в фильме «Золотой глаз» и Джин Грей в серии фильмов о Людях Икс — «Люди Икс», «Люди Икс 2», «Люди Икс: Последняя битва», «Росомаха: Бессмертный» и «Люди Икс: Дни минувшего будущего».

## Биография
Родилась 5 ноября 1964 года в Амстелвене, Северная Голландия (Нидерланды).
В начале своей модельной карьеры переехала в США, где работала на Дом моды Yves Saint Laurent, одновременно обучаясь актёрскому искусству в Колумбийском университете.
Первые её появления на экране были связаны с телевидением: была приглашённой актрисой в сериалах «Звёздный путь: Следующее поколение» и «Мелроуз-Плейс». После нескольких, оставшихся незамеченными, ролей на большом экране появилась в роли противницы Джеймса Бонда в фильме «Золотой глаз». Роль одержимой насилием русской убийцы Ксении Онатопп, а также всемирный успех картины Мартина Кэмпбелла принесли актрисе первую громкую известность.

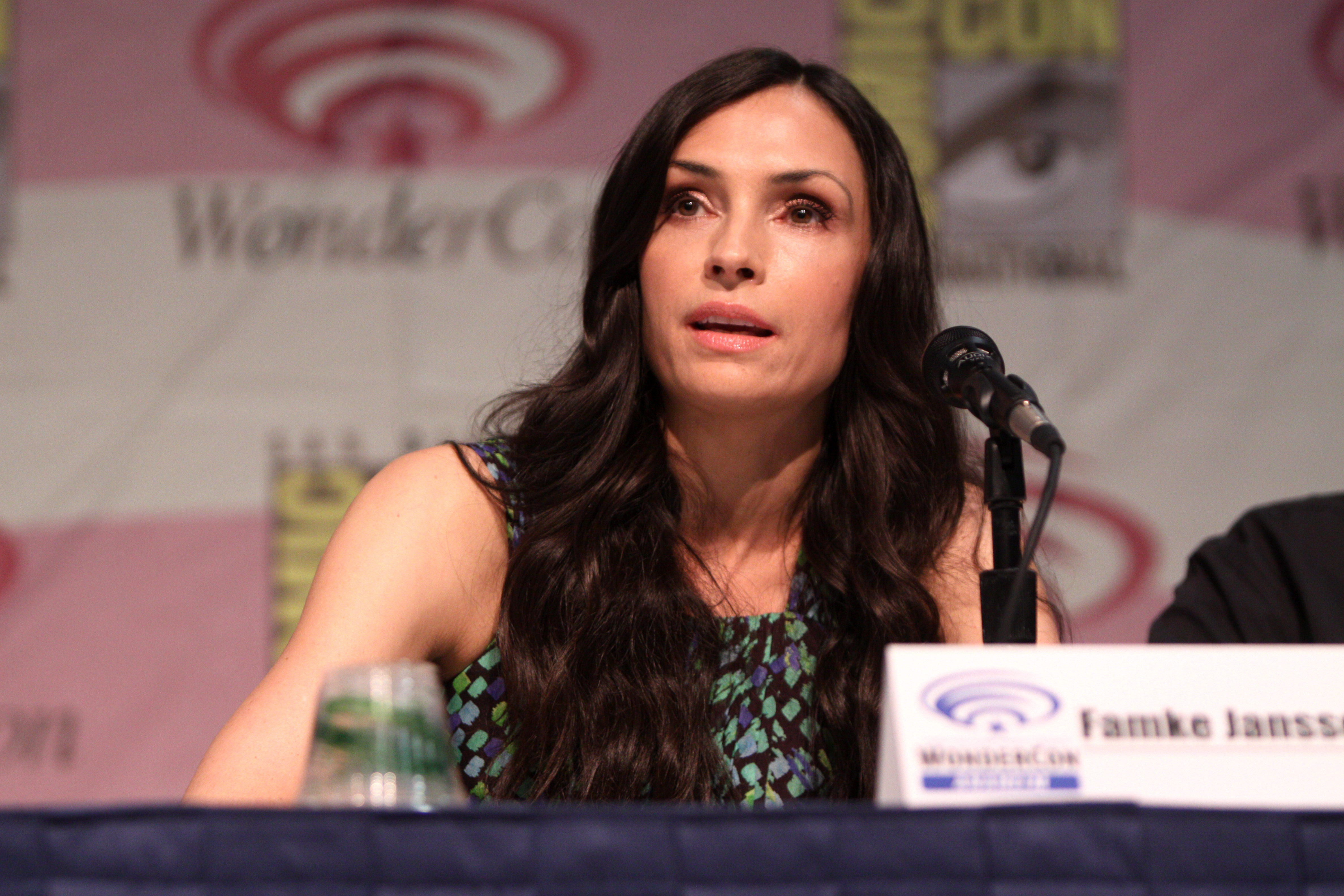
Янссен на WonderCon 2013

После участия во франшизе об Агенте 007 снялась в нескольких голливудских фильмах, прошедших в прокате с переменным успехом: «Подъём с глубины», «Факультет» (режиссёр Роберт Родригес), «Не говори ни слова» (Фамке играла в нём с Майклом Дугласом), «Дом ночных призраков», «Игра в прятки» (с Робертом Де Ниро) и других. Кроме того, актриса сыграла небольшую роль в богатом на звёздное присутствие фильме Вуди Аллена «Знаменитость».
Принимала участие в экранизации популярного комикса «Люди Икс»: Фамке сыграла во всех трёх фильмах мутанта Джин Грей (в третьей, заключительной серии — под именем Тёмный Феникс). Её героиня обладает уникальными телекинетическими и телепатическими способностями, погибает во второй серии, однако воскресает в тёмном обличье в заключительной части трилогии.
Была заявлена на роль злодейки Серлены в сиквеле фильма «Люди в чёрном», а также на роль Терминатор T-X в «Терминатор 3: Восстание машин».
На телевидении сыграла роль Авы Мур — соблазнительного персонального тренера-трансгендера, искусно манипулирующего сыном одного из главных героев во втором сезоне сериала о пластических хирургах «Части тела». 4 декабря 2005 года за эту роль Янссен удостоилась ежегодной премии журнала Hollywood Life.
В 2006 году снялась в третьем фильме о мутантах «Люди Икс: Последняя битва», а также в военной драме The Four Saints и комедии The Treatment. Кроме того, участвовала в звёздном составе комедии The Ten, рассказывающей десять историй, основанных на десяти христианских заповедях (премьера фильма состоялась в 2007 году).
В 2011 году состоялся её дебют в качестве режиссёра в фильме-драме «Плохая мамочка», в котором сыграли такие звёзды, как Милла Йовович, Билл Пуллман и Марсия Кросс.
В этом фильме она также выступила автором сценария и продюсером.

## Личная жизнь
С 1995 по 2000 год была замужем за режиссёром и сценаристом Кипом Уильямсом, будущим мужем Гретчен Мол. Заявила, что не хочет иметь детей.

## Фильмография

### Актёрские работы
| Год       |     | Русское название                               | Оригинальное название                      | Роль                           |
| --------- | --- | ---------------------------------------------- | ------------------------------------------ | ------------------------------ |
| 1992      | ф   | Отцы и дети                                    | Fathers & Sons                             | Кайл Кристиан                  |
| 1992      | с   | Звёздный путь: Следующее поколение             | Star Trek: The Next Generation             | Камала                         |
| 1994      | с   | Мелроуз Плейс                                  | Melrose Place                              | Дайен Адамсон                  |
| 1994      | тф  | Дневная фотомодель                             | Model by Day                               | Леди Х                         |
| 1994      | с   | Неприкасаемые                                  | The Untouchables                           | Клео                           |
| 1994      | в   | Безжалостный 4: Избавитель                     | Relentless IV: Ashes to Ashes              | д-р Сара Ли Джэффи             |
| 1995      | ф   | Повелитель иллюзий                             | Lord of Illusions                          | Доротэя Свонн                  |
| 1995      | ф   | Золотой глаз                                   | GoldenEye                                  | Ксения Онатопп                 |
| 1995      | док |                                                | The World of James Bond                    | камео                          |
| 1995      | док |                                                | 007: Return                                | камео                          |
| 1995      | док |                                                | In Search of James Bond with Jonathan Ross | камео                          |
| 1996      | ф   | Мёртвая девушка                                | Dead Girl                                  | Treasure                       |
| 1997      | ф   | Зона преступности                              | City of Industry                           | Рэйчел Монтана                 |
| 1998      | ф   | Доносчик                                       | Snitch                                     | Кэти                           |
| 1998      | ф   | Леший                                          | The Gingerbread Man                        | Лиэнн                          |
| 1998      | ф   | Подъём с глубины                               | Deep Rising                                | Триллиан Сен-Джеймс            |
| 1998      | ф   | РПМ                                            | RPM                                        | Клаудиа                        |
| 1998      | ф   | Шулера                                         | Rounders                                   | Петра                          |
| 1998      | ф   | Знаменитость                                   | Celebrity                                  | Бонни                          |
| 1998      | ф   | Приключения Себастьяна Кола                    | The Adventures of Sebastian Cole           | Триллиан                       |
| 1998      | ф   | Факультет                                      | The Faculty                                | мисс Элизабет Бёрк             |
| 1999      | ф   | Дом ночных призраков                           | House on Haunted Hill                      | Эвелин Стокард-Прайс           |
| 2000      | ф   | Любовь и секс                                  | Love & Sex                                 | Кейт Уэллс                     |
| 2000      | ф   | Чужая игра                                     | Circus                                     | Лили Гарфилд                   |
| 2000      | ф   | Люди Икс                                       | X-Men                                      | Джин Грей                      |
| 2000—2001 | с   | Элли Макбил                                    | Ally McBeal                                | Джейми                         |
| 2001      | ф   | Всё схвачено                                   | Made                                       | Джессика                       |
| 2001      | ф   | Не говори ни слова                             | Don't Say a Word                           | Эджи Конрад                    |
| 2002      | ф   | Обмануть всех                                  | I Spy                                      | специальный агент Рэйчел Райт  |
| 2003      | ф   | Люди Икс 2                                     | X2                                         | Джин Грей                      |
| 2004      | ф   | Безумные похороны                              | Eulogy                                     | Джуди                          |
| 2005      | ф   | Игра в прятки                                  | Hide and Seek                              | Кэтрин Карсон                  |
| 2006      | ф   | Обращение                                      | The Treatment                              | Аллегра Маршалл                |
| 2006      | ф   | Люди Икс: Последняя битва                      | X-Men: The Last Stand                      | Джин Грей / Тёмный Феникс      |
| 2007      | тф  | Алиби                                          | Alibi                                      | Кристи Уинтерс                 |
| 2007      | ф   | Десять                                         | The Ten                                    | Гретхен                        |
| 2007      | ф   | Поворот реки                                   | Turn the River                             | Кайли Салливан                 |
| 2008      | ф   | Безумие                                        | The Wackness                               | Кристин Сквирес                |
| 2008      | ф   | Заложница                                      | Taken                                      | Ленор                          |
| 2008      | ф   | 100 футов                                      | 100 Feet                                   | Марни Уотсон                   |
| 2008      | с   | Щенячья любовь                                 | Puppy Love                                 | Майя                           |
| 2009      | тф  | Ферма                                          | The Farm                                   | Валентино Галиндо              |
| 2004—2010 | с   | Части тела                                     | Nip/Tuck                                   | Эва Мур                        |
| 2010      | ф   | Хамелеон                                       | The Chameleon                              | Дженнифер Джонсон              |
| 2011      | ф   | Поездка деточки                                | Down the Shore                             | Мэри                           |
| 2012      | ф   | Заложница 2                                    | Taken 2                                    | Ленор                          |
| 2012      | ф   | Всё или ничего: Неизвестная история агента 007 | Everything or Nothing                      | камео                          |
| 2013      | ф   | Охотники на ведьм                              | Hansel & Gretel: Witch Hunters             | Мюриель                        |
| 2013      | с   | Хемлок Гроув                                   | Hemlock Grove                              | Оливия Годфри                  |
| 2013      | ф   | Росомаха: Бессмертный                          | The Wolverine                              | Джин Грей                      |
| 2013      | ф   | В лесах                                        | In the Woods                               | имя персонажа неизвестно       |
| 2014      | ф   | Боец                                           | A Fighting Man                             | Дайан Шулер                    |
| 2014      | ф   | Люди Икс: Дни минувшего будущего               | X-Men: Days of Future Past                 | Джин Грей                      |
| 2015      | ф   | Заложница 3                                    | Taken 3                                    | Ленор                          |
| 2015      | ф   | Отдача                                         | Kickback                                   | Анна                           |
| 2015—2020 | с   | Как избежать наказания за убийство             | How To Get Away with Murder                | Ева Ротлоу                     |
| 2016      | с   | Чёрный список                                  | The Blacklist                              | Сьюзан «Скотти» Харгрейв       |
| 2017      | с   | Чёрный список: Искупление                      | The Blacklist: Redemption                  | Сьюзан «Скотти» Харгрейв       |
| 2017      | ф   | Его собачье дело                               | Once Upon a Time in Venice                 | Кэйти Форд                     |
| 2019      | ф   | Ядовитая роза                                  | The Poison Rose                            | Джейн Хант                     |
| 2019      | с   | Когда они нас увидят                           | When They See Us                           | Нэнси Райан                    |
| 2019      | ф   | Звериная ярость                                | Primal                                     | Доктор Эллен Тейлор            |
| 2019      | с   | Захват                                         | The Capture                                | Джессика Мэллори               |
| 2020      | ф   | Убийства по открыткам                          | The Postcard Killings                      | Валери Кэнон                   |
| 2020      | ф   | Вечность между нами                            | Endless                                    | Ли Дуглас                      |
| 2021      | ф   | Гениальное ограбление                          | Way Down                                   | Маргарет                       |
| 2021      | ф   | Опасный                                        | Dangerous                                  | агент Шонесси                  |
| 2022      | ф   | Любовь искупительная                           | Redeeming Love                             | герцогиня                      |
| 2022      | с   | Долгий медленный выдох                         | Long Slow Exhale                           | доктор Мелинда Бэррингтон      |
| 2022      | ф   | Дверная мышка                                  | Door Mouse                                 | Мама                           |
| 2023      | ф   | Рыцари Зодиака                                 | Knights of the Zodiac                      | Вандер Гураад                  |
| 2023      | с   | Тогда беги                                     | Then You Run                               | Дагмар                         |
| 2023      | ф   | Пацан против всех                              | Boy Kills World                            | Хильда ван дер Кой             |
| 2023      | ф   | Запертая                                       | Locked-In                                  | Кэтрин                         |
| 2025      | с   |                                                | Amsterdam Empire                           | Бетти, исполнительный продюсер |
|           | ф   |                                                | The Postcard Killer                        | Валери Кэнон                   |
|           | ф   |                                                | The Experiment                             | доктор Рейчел Маквей           |

### Режиссёрские работы
| Год  |   | Русское название | Оригинальное название | Роль                               |
| ---- | - | ---------------- | --------------------- | ---------------------------------- |
| 2011 | ф | Плохая мамочка   | Bringing Up Bobby     | режиссёр, автор сценария, продюсер |

## Награды и номинации

### Награды
- 2006 — High Falls Film Festival — награда «Сьюзен Б. Энтони „Провал невозможен“»[7] за фильм «The Treatment».
- 2006 — Международный кинофестиваль в Хемптоне — премия «Золотая Морская звезда»[8].
- 2007 — Сатурн — «Лучшая актриса второго плана» за фильм «Люди Икс: Последняя битва».
- 2007 — Международный кинофестиваль в Хемптоне — Специальная премия за фильм «Поворот реки».
- 2007 — Международный кинофестиваль в Хемптоне — Особое признание (в категории «Лучшая актриса») за фильм «Поворот реки».

### Номинации
- 1996 — MTV Movie Awards — «Лучшая драка» за фильм «Золотой глаз».
- 2000 — Blockbuster Entertainment Awards — «Любимая актриса в ужасах» за фильм «Дом ночных призраков».
- 2001 — Blockbuster Entertainment Awards — «Любимая актриса в фантастике» за фильм «Люди Икс».
- 2006 — Teen Choice Awards — «Лучший поцелуй» за фильм «Люди Икс: Последняя битва».